# Eupelmus epimelas
Eupelmus epimelas är en stekelart som beskrevs av Perkins 1910. Eupelmus epimelas ingår i släktet Eupelmus och familjen hoppglanssteklar. Inga underarter finns listade i Catalogue of Life.